# 杨村镇 (凤台县)
杨村乡，是中华人民共和国安徽省淮南市凤台县下辖的一个乡镇级行政单位。

## 行政区划
杨村乡下辖以下地区：
杨村、刘庄村、后海村、店集村、中塘村、彭庄村、周圩村、港南村、邱庙村、邵集村、曾圩村、李圩村、韩湖村、前圩村和淝丰村。